# 水源町
水源町（すいげんちょう）は、愛知県豊田市の地名。

## 地理

### 河川
- 矢作川

## 歴史

### 地名の由来
明治用水の取水口があることによる。

### 人口の変遷
国勢調査による人口および世帯数の推移。
| 1995年（平成7年）  | 932世帯 2936人  |  |
| 2000年（平成12年） | 1028世帯 2993人 |  |
| 2005年（平成17年） | 1071世帯 3088人 |  |
| 2010年（平成22年） | 1050世帯 2949人 |  |
| 2015年（平成27年） | 1147世帯 3058人 |  |
| 2020年（令和2年）  | 1224世帯 3123人 |  |

### 沿革
- 1959年（昭和34年） - 挙母市西山室・長興寺・今の各一部により、豊田市水源町が成立[1]。

## 交通
- 愛知県道491号豊田環状線

## 施設
- 豊田水源郵便局
- 豊田市立豊南中学校
- 水源3丁目ちびっこ広場
- 水源2丁目東ちびっこ広場
- 水源3丁目ちびっこ広場
- 水源4丁目北ちびっこ広場
- 水源4丁目南ちびっこ広場
- 水源4丁目東ちびっこ広場
- 水源5丁目南ちびっこ広場
- 水源神社
- 明治用水水源管理所
- 水源公園

### WEB
1. ↑  “愛知県豊田市の町丁・字一覧”.   人口統計ラボ. 2024年2月26日閲覧。
2. 1 2  総務省統計局 (2022年2月10日). “令和2年国勢調査の調査結果(e-Stat) - 男女別人口，外国人人口及び世帯数－町丁・字等” (CSV). 2023年8月2日閲覧。
3. ↑  “愛知県豊田市の郵便番号一覧”.   日本郵便. 2024年3月3日閲覧。
4. ↑  “市外局番の一覧” (PDF).   総務省 (2022年3月1日). 2022年3月22日閲覧。
5. ↑  “ナンバープレートについて”.   一般社団法人愛知県自動車会議所. 2024年1月21日閲覧。
6. ↑  総務省統計局 (2014年3月28日). “平成7年国勢調査の調査結果(e-Stat) - 男女別人口及び世帯数 －町丁・字等” (CSV). 2021年7月20日閲覧。
7. ↑  総務省統計局 (2014年5月30日). “平成12年国勢調査の調査結果(e-Stat) - 男女別人口及び世帯数 －町丁・字等” (CSV). 2021年7月20日閲覧。
8. ↑  総務省統計局 (2014年6月27日). “平成17年国勢調査の調査結果(e-Stat) - 男女別人口及び世帯数 －町丁・字等” (CSV). 2021年7月21日閲覧。
9. ↑  総務省統計局 (2012年1月20日). “平成22年国勢調査の調査結果(e-Stat) - 男女別人口及び世帯数 －町丁・字等” (CSV). 2021年7月21日閲覧。
10. ↑  総務省統計局 (2017年1月27日). “平成27年国勢調査の調査結果(e-Stat) - 男女別人口及び世帯数 －町丁・字等” (CSV). 2021年7月21日閲覧。

### 書籍
1. 1 2  「角川日本地名大辞典」編纂委員会 1989, p. 719.